# Fyns Amts Avis
Fyns Amts Avis ist eine regionale, dänische Tageszeitung mit Sitz in Svendborg. Ihr Verbreitungsgebiet reicht vom Süden und Osten der dänischen Insel Fünen (dän. Fyn) bis zum Südfünischen Inselmeer. Während es vor der Kommunalreform von 2007 16 Gemeinden umfasste, deckt das Gebiet heute die Kommunen Svendborg, Faaborg-Midtfyn, Langeland und Ærø ab. Eigentümer ist die Aktiengesellschaft A/S Svendborg Avis, die zusammen mit dem ehemaligen Konkurrenzblatt Fyens Stiftstidende 2006 die Gesellschaft Fynske Medier P/S gründete, unter deren Dach die beiden Tageszeitungen herausgegeben werden. Die Berichterstattung steht in der Tradition des kritischen Lokaljournalismus.
Die Zeitung musste in den vergangenen Jahren einen erheblichen Rückgang ihrer Auflage erleben, die 1994 noch bei über 22.000 Exemplaren pro Tag lag. Im April 2011 wurden mit einer Auflage von rund 13.000 Stück über 43.000 Leser erreicht. Damit wird die Fyns Amts Avis in ihrem Kerngebiet, in dem etwa 200.000 Einwohnern leben, in fast jedem zweiten Haushalt gelesen. Die gemeinsame Sonntagsausgabe der Fyns Amts Avis und der Fyens Stiftstidende erreichte im ersten Halbjahr 2010 eine wöchentliche Auflage von 67.944 Exemplaren.
Die Zeitung erschien erstmals am 2. Februar 1863 unter dem Titel Sydfyenske Tidende, um ein Sprachrohr der politischen Demokratie und der Bauernbefreiung zu schaffen. Das liberale Blatt, das dem Reformflügel der Partei Venstre nahestand, setzte sich schnell im Hinterland und später auch in Svendborg durch. In den 1960er Jahren fusionierte die Zeitung mit einigen Lokalzeitungen, wodurch sein Verbreitungsgebiet auf die heutige Größe ausgedehnt werden konnte. Seit 1970 erscheint die Zeitung unter ihrem heutigen Titel Fyns Amts Avis. Etwa in dem Jahr begann auch ein Zeitungskrieg gegen die Fyens Stiftstidende, der erst 1978 durch Absprachen beendet werden konnte. Seit 1996 wird Fyns Amts Avis in der Odenser Druckerei der Fyns Stiftstidende gedruckt.
Neben dem Hauptsitz in Svendborg existieren Lokalredaktionen in Ærøskøbing (für Ærø), Faaborg, Ringe (für die Region Midtfyn), und Rudkøbing (für Langeland).